# ترایدنت مایکروسیستمز
ترایدنت مایکروسیستمز (انگلیسی: Trident Microsystems) شرکت الکترونیک آمریکایی است، که در سال ۱۹۸۷ تأسیس شد.